# NGC 26
NGC 26 je spirální galaxie vzdálená od nás zhruba 187 milionů světelných let v souhvězdí Pegase. Na velice tmavé obloze by mohla jít vidět i osmipalcovým (20,32 cm) dalekohledem.